# Diligence
Diligence ([dillisjangse], (fransk): voiture de diligence, punktlig vogn) var en firehjulet hestetrukken vogn udstyret med kupé og affjedring, til hurtig og nogenlunde komfortabel passagertransport, mest på det bedst udbyggede vejnet.
Vognene kunne være åbne, med kalecher mod dårligt vejr, men blev ofte udstyret med kupé for velstillede passagerer og lastrum til bagage og post. Vognene kørte faste ruter til nogenlunde bestemte tider, noget som kan ses som en del af tidens vægt på præcision og orden. I utrygge områder kunne den følges af væbnede vagter.
Det var mest almindeligt at der blev spændt et firspand foran. I rutenettet indgik stationer, hvor passagererne kunne spise, mens hestene blev skiftet ud. Overnatning var også mulig på længere ture.
Denne rejseform var almindelig både i Europa og USA, indtil jernbanenettet blev udbygget, for siden at blive afløst af automobiler og fly.
Blandt lægfolk er diligencer mest kendt fra westernfilmene, men på engelsk kaldes en diligence for stagecoach.

## Galleri
- Schweizisk diligence
- Schweizisk diligence med fire heste spændt for. Turisttur i Davos.
- Concord stagecoach, 1869